# Lijst van rijksmonumenten in Rosmalen
De plaats Rosmalen telt 13 inschrijvingen in het rijksmonumentenregister. Hieronder een overzicht.
| Object                                                                               | Oorspronkelijke functie?  | Bouwjaar                              | Architect   | Locatie               | Coördinaten?                  | Nr.?   | Afbeelding                                                                           |
| ------------------------------------------------------------------------------------ | ------------------------- | ------------------------------------- | ----------- | --------------------- | ----------------------------- | ------ | ------------------------------------------------------------------------------------ |
| Coudewater: psychiatrische inrichting en klooster                                    | Gebouw                    | 17e eeuw (kern)                       |             | Berlicumseweg 8       | 51° 41' 58" NB, 5° 22' 9" OL  | 32717  | Meer afbeeldingen                                                                    |
| Boerderij met dwarshuis en middenlangsdeel                                           | Gebouw                    |                                       |             | Maliskampsestraat 51  | 51° 42' 5" NB, 5° 23' 13" OL  | 32718  | Meer afbeeldingen                                                                    |
| Standerdmolen Rosmalen                                                               | Industrie- en poldermolen | 1732                                  |             | Molenstraat 17        | 51° 42' 36" NB, 5° 21' 41" OL | 32719  | Meer afbeeldingen                                                                    |
| Sint-Lambertuskerk                                                                   | Kerk en kerkonderdeel     | ca. 1430 (toren) 1505 (ingebruikname) |             | Dorpsstraat 51        | 51° 43' 7" NB, 5° 21' 49" OL  | 32720  | Meer afbeeldingen                                                                    |
| Boerderij met dwarshuis en middenlangsdeel                                           | Boerderij                 |                                       |             | Nieuwe Erven 16       | 51° 43' 20" NB, 5° 24' 32" OL | 32721  | Meer afbeeldingen                                                                    |
| Terrein waarin overblijfselen (motte) van het voormalige nonnenklooster "Annenborch" | Archeologisch monument    | voor 1444                             |             |                       | 51° 43' 21" NB, 5° 21' 34" OL | 45939  | Terrein waarin overblijfselen (motte) van het voormalige nonnenklooster "Annenborch" |
| Coudewater: voormalige directeurswoning                                              | Dienstwoning              | 1882                                  |             | Berlicumseweg 8       | 51° 42' 5" NB, 5° 22' 1" OL   | 522392 | Meer afbeeldingen                                                                    |
| Coudewater: voormalige villa voor heren, later genoemd paviljoen "De Loofert"        | Sport en recreatie        | 1903                                  |             | Berlicumseweg 8       | 51° 42' 14" NB, 5° 22' 32" OL | 522393 | Meer afbeeldingen                                                                    |
| Coudewater: grafmonumenten                                                           | Begraafplaats en -onderdl | 1880 en later                         |             | Berlicumseweg 8       | 51° 42' 16" NB, 5° 23' 25" OL | 524982 | Meer afbeeldingen                                                                    |
| Coudewater: villa, later genoemd paviljoen "Milla de Campen"                         | Sport en recreatie        | 1910                                  |             | Berlicumseweg 8       | 51° 42' 14" NB, 5° 22' 32" OL | 524983 | Meer afbeeldingen                                                                    |
| Coudewater: voormalige klooster en kloosterkapel                                     | Kapel                     | 1938-1940                             | Jos Bekkers | Berlicumseweg 8       | 51° 42' 14" NB, 5° 22' 32" OL | 524984 | Meer afbeeldingen                                                                    |
| Voormalige boerderij van het hoekgeveltype                                           | Boerderij                 | 17e eeuw                              |             | Oude Baan 178A        | 51° 43' 7" NB, 5° 23' 33" OL  | 526412 | Meer afbeeldingen                                                                    |
| Kortgevelboerderij "De Duinse Hoeve" van het hallehuistype met middenlangsdeel       | Boerderij                 | 1627 en 1856                          |             | Vliertwijksestraat 63 | 51° 43' 8" NB, 5° 23' 52" OL  | 526470 | Meer afbeeldingen                                                                    |